# Ocnotelus rubrolunatus
Ocnotelus rubrolunatus är en spindelart som beskrevs av Cândido Firmino de Mello-Leitão 1945. 
Ocnotelus rubrolunatus ingår i släktet Ocnotelus och familjen hoppspindlar. Inga underarter finns listade i Catalogue of Life.